# Pouzdana mletačka ruka
"Pouzdana mletačka ruka" je pseudonim koji se u povjesti umjetnosti koristi za danas nepoznatog nam kolekcionara crteža uglavnom nastalih u Veneciji tijekom 18. st.
Na svakom crtežu navodio je ime njegova autora, otiskujući ga u bakropisu, obično uz donji desnom rub djela.
Njegove atribucije su u pravilu točne, što je u pisanoj formi vjerojatno prvi zapazio engleski povjesničar umjetnosti Arthur E. Popham prigodom pisanja kataloga Zbirke Fenwick 1935. godine, potakavši tako nastanak ovog koliko laskavog, toliko i zasluženog pseudonima, poznatog svim boljim poznavateljima mletačke umjetnosti settecenta.